# Antigone (dochter van Laomedon)
Antigone was in de Griekse mythologie een van de dochters van Laomedon, koning van Troje en een zuster van koning Priamus. Zij was erg trots op haar prachtige haar. Dat bracht haar tot de bewering dat zij mooier haar had dan de godin Hera. Deze opschepperij werd door Hera afgestraft. Zij veranderde de haren van Antigone tot afschuw van de prinses in slangen. Uiteindelijk kregen andere goden medelijden met haar en veranderden haar in een ooievaar. Dit was de verklaring waarom de ooievaar het op slangen voorzien heeft.
In de Metamorfosen (Ovidius) van Ovidius wordt in het verhaal over Arachne (mythologie) (6:93-6:97) verwezen naar Antigone, waarbij alleen de verandering in een ooievaar genoemd wordt: als ooievaar klopt ze zich met haar snavel telkens op de borst.

## Culturele betekenis
In de middeleeuwen en de renaissance was er meer aandacht voor het verhaal Antigone van Troje. Pas in de moderne tijd werd de aandacht voor Antigone van Thebe groter. De Nederlandse tekenaar Peter Vos heeft een tekening gewijd aan de metamorfose van Antigone.